# Bekasi
Bekasi ist eine unabhängige Großstadt in der indonesischen Provinz Jawa Barat. Sie befindet sich östlich von Jakarta und zählte am Jahresende 2021 nahezu 2,5 Mio. Einwohner. Zusammen mit Jakarta und den im Süden und Westen angrenzenden Städten Bogor, Depok und Tangerang bildet sie die Metropolregion Jabodetabek.

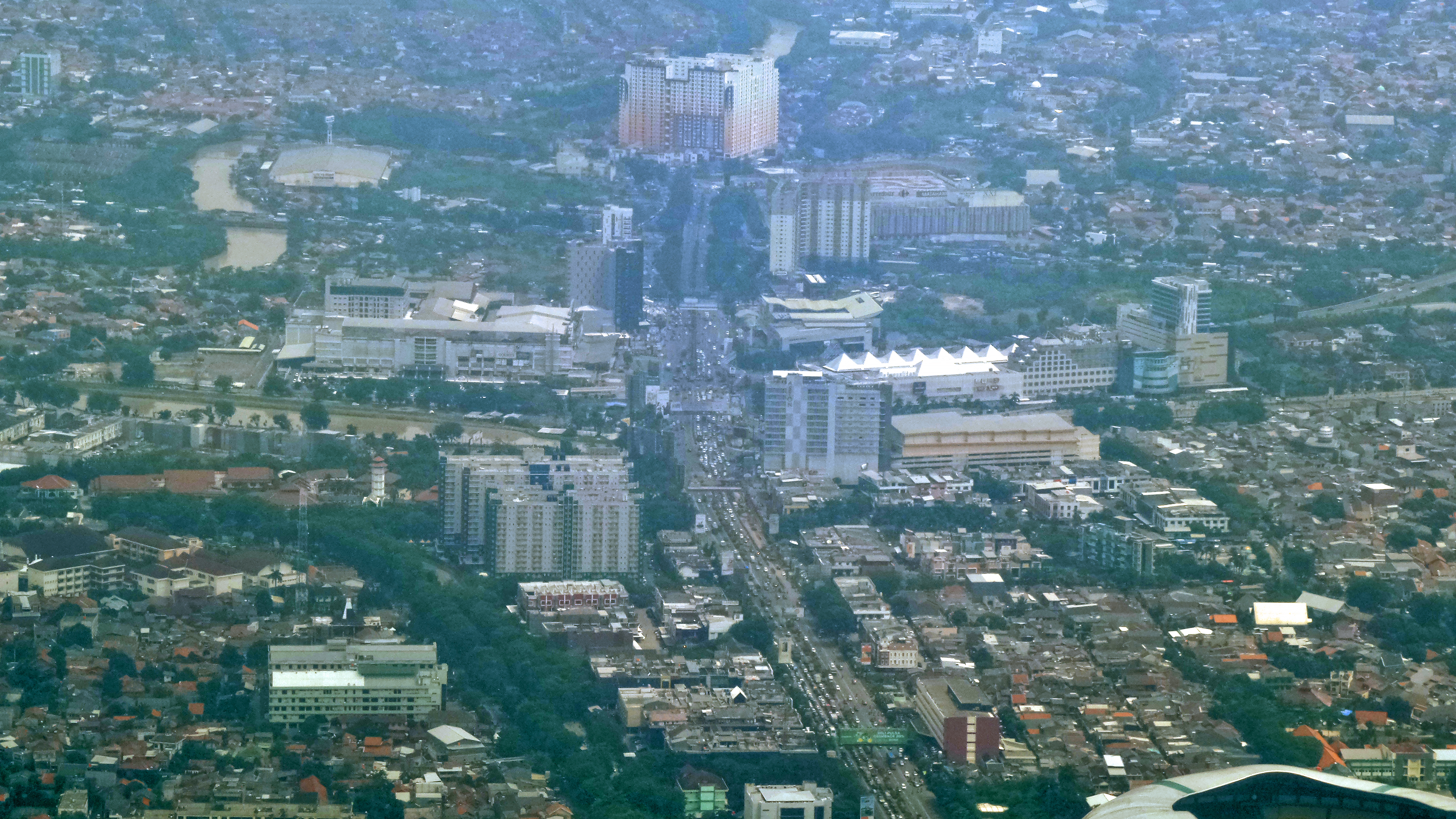
Luftansicht

## Geographie
Die autonome Stadt (Kota) Bekasi belegt hinsichtlich Fläche und Bevölkerung den ersten Platz unter den neun gleichberechtigten autonomen Munizipien. Bekasi erstreckt sich zwischen 106°48′28″ und 107°27′29″ ö. L. sowie 6°10′ und 6°30′ s. Br. Die Stadt hat im Norden, Osten und Süden den Regierungsbezirk Bekasi als Nachbarn, im Süden die Stadt Depok und im Westen den Distrikt Ostjakarta (Jakarta Timur).

## Verwaltungsgliederung
Die verwaltungstechnisch einer Provinz gleichgestellte Stadt wird administrativ in zwölf Distrikte (Kecamatan) unterteilt. Eine weitere Unterteilung erfolgt in 56 Kelurahan (Dörfer urbanen Charakters) mit 1.018 Rukun Warga (RW, Weiler) und 7.134 Rukun Tetangga (RT, Nachbarschaften).
| Code 1   | Kecamatan Distrikt | Ibu Kota Verwaltungssitz | Fläche (km²) | Einwohner Census 2010 2 | Volkszählung 2020 | Volkszählung 2020 | Volkszählung 2020 | Anzahl der Kelurahan 6 |
| Code 1   | Kecamatan Distrikt | Ibu Kota Verwaltungssitz | Fläche (km²) | Einwohner Census 2010 2 | Einwohner 3       | 0Dichte 40        | Sex Ratio 5       | Anzahl der Kelurahan 6 |
| -------- | ------------------ | ------------------------ | ------------ | ----------------------- | ----------------- | ----------------- | ----------------- | ---------------------- |
| 32.75.01 | Bekasi Timur       | Bekasi Jaya              | 14,63        | 247.357                 | 257.030           | 17.568,7          | 100,5             | 4                      |
| 32.75.02 | Bekasi Barat       | Bintara                  | 14,93        | 272.557                 | 281.680           | 18.866,7          | 100,8             | 5                      |
| 32.75.03 | Bekasi Utara       | Perwira                  | 19,75        | 308.593                 | 337.010           | 17.063,8          | 102,6             | 6                      |
| 32.75.04 | Bekasi Selatan000  | Pekayon Jaya             | 16,06        | 203.654                 | 210.805           | 13.126,1          | 99,6              | 5                      |
| 32.75.05 | Rawalumbu          | Bojong Rawalumbu000      | 16,85        | 208.334                 | 220.700           | 13.097,9          | 101,3             | 4                      |
| 32.75.06 | Medansatria        | Medan Satria             | 11,88        | 161.162                 | 162.120           | 13.646,5          | 103,4             | 4                      |
| 32.75.07 | Bantargebang       | Bantargebang             | 18,44        | 95.845                  | 107.220           | 5.814,5           | 105,1             | 4                      |
| 32.75.08 | Pondokgede         | Jatiwaringin             | 15,92        | 246.503                 | 251.200           | 15.778,9          | 101,0             | 5                      |
| 32.75.09 | Jatiasih           | Jatiasih                 | 24,27        | 198.444                 | 247.360           | 10.192,0          | 101,1             | 6                      |
| 32.75.10 | Jatisampurna       | Jatisampurna             | 19,54        | 103.715                 | 123.920           | 6.341,9           | 101,3             | 5                      |
| 32.75.11 | Mustikajaya        | Mustika Jaya             | 26,42        | 159.773                 | 213.520           | 8.081,8           | 102,8             | 4                      |
| 32.75.12 | Pondokmelati       | Jatirahayu               | 11,80        | 128.934                 | 131.120           | 11.111,9          | 101,5             | 4                      |
| 32.75    | Kota Bekasi        | Marga Jaya               | 210,49       | 2.334.871               | 2.543.676         | 12.084,6          | 101,6             | 56                     |

## Demographie
Zur Volkszählung im September 2020 lebten in Kota Bekasi 2.543.676 Menschen, davon 1.261.984 Frauen (49,61 %) und 1.281.692 Männer (50,39 %). Gegenüber dem letzten Census (2010) stieg der Frauenanteil um 0,30 Prozent. 71,99 % (1.831.098) der Menschen gehörten 2020 zur erwerbsfähigen Bevölkerung; 23,57 % waren Kinder und 4,44 % im Rentenalter (ab 65 Jahren).
Ende 2021 waren 88,61 Prozent der Einwohner Muslime, Christen gab es 10,30 % (190.164 ev.-luth. / 64.154 röm.-kath.), 0,89 % Buddhisten sowie 0,16 % Hindus.
| Datum      | Fläche (km²) | Einwohner  | Einwohner    | Einwohner    | Bevölke- rungsdichte (Einw. je km²) | Sex Ratio (Männer pro 100 Frauen) |
| Datum      | Fläche (km²) | 00gesamt00 | 00männlich00 | 00weiblich00 | Bevölke- rungsdichte (Einw. je km²) | Sex Ratio (Männer pro 100 Frauen) |
| 31.12.2020 | 207,00       | 1.239.375  | 1.219.248    | 2.458.623    | 11.877,00                           | 101,65                            |
| ---------- | ------------ | ---------- | ------------ | ------------ | ----------------------------------- | --------------------------------- |
| 30.06.2021 | 206,61       | 1.231.788  | 1.209.707    | 2.441.495    | 11.816,93                           | 101,83                            |
| 31.12.2021 | 213,04       | 1.238.339  | 1.230.109    | 2.468.448    | 11.586,78                           | 100,67                            |

| Jahr      | 2013      | 2014      | 2015      | 2016      | 2017      | 2018      | 2019      | 2020      | 2021      |
| --------- | --------- | --------- | --------- | --------- | --------- | --------- | --------- | --------- | --------- |
| Einwohner | 2.370.695 | 2.382.689 | 2.384.413 | 2.402.465 | 2.415.091 | 2.436.577 | 2.448.830 | 2.464.719 | 2.468.448 |
| Dichte    | 10.993    | 11.532    | 11.541    | 11.628    | 11.689    | 11.793    | 11.852    | 11.929    | 11.947    |

## Wirtschaft und Infrastruktur

### Unternehmen
In der Stadt sind internationale Niederlassungen großer Firmen angesiedelt, wie Honda, Converse oder Samsung.

### Bildung
Insgesamt fünf Universitäten sind in Bekasi angesiedelt:
- Universitas Islam Assyafi`iyah, (UIA)
- Universitas Presiden, (UNPRES)
- Universitas Muhammadiyah Bekasi
- Universitas Islam „45“ (UNISMA)
- Universitas Bhayangkara Jakarta Raya

## Persönlichkeiten

### Söhne und Töchter der Stadt
- Fauzie As’Ad (* 1968), Maler und Bildhauer
- Shella Devi Aulia (* 1994), Badmintonspielerin
- Anggia Shitta Awanda (* 1994), Badmintonspielerin
- Rizky Pellu (* 1992), Fußballspieler
- Rinov Rivaldy (* 1999), Badmintonspieler
- Annisa Wahyuni (* 1990), Badmintonspielerin

### Persönlichkeiten, die in dieser Stadt gewirkt haben
Die indonesische Schriftstellerin S. K. Trimurti lebte in Bekasi.